# Le Mondial des records, le jeu vidéo officiel
Le Mondial des records, le jeu vidéo officiel (Guinness World Records: The Video Game) est un party game sorti en 2008 sur Nintendo DS et Wii. Il a été développé par TT Fusion et édité par Warner Bros. Interactive. Il a ensuite été porté sur iPhone et iPod Touch.